# 布氏短南乳魚
布氏短南乳魚為輻鰭魚綱胡瓜魚目南乳魚科的其中一種，分布於南美洲智利塔爾卡南部至奇洛埃島的淡水水域，體長可達5.5公分，棲息在中底層水域，生活習性不明。